# A Few Days in September
A Few Days in September är en fransk thriller från 2006, med originaltitel Quelques jours en septembre, producerad, skriven och regisserad av Santiago Amigorena. I de ledande rollerna ses Juliette Binoche, John Turturro, Sara Forestier och Tom Riley, samt Nick Nolte i en biroll. Filmen blev nominerad till bästa film 2007 vid Mar del Plata-filmfestivalen i Argentina.

## Rollista
| Juliette Binoche | – Irène Montano |
| John Turturro    | – William Pound |
| Sara Forestier   | – Orlando       |
| Tom Riley        | – David         |
| Nick Nolte       | – Elliott       |